# Лапшин, Дмитрий Юрьевич
Дмитрий Юрьевич Лапшин (род. 27 июля 1996 года) — российский пловец в ластах, мастер спорта России международного класса.

## Карьера
Младший брат Михаила Лапшина, серебряного призёра чемпионата мира 2015 года.
Тренируется в новосибирском Центре высшего спортивного мастерства у Яна Салмина. Спортсмен-инструктор отделения подводного спорта Новосибирского центра высшего спортивного мастерства.
С чемпионата Европы 2017 года привёз золото, завоёванное на дистанции 50 метров в биласте.
Студент 2 курса СГУПСа.